# 코리나 코리나
《코리나 코리나》(영어: Corrina, Corrina)는 미국에서 제작된 1994년 코미디 드라마 영화이다. 제시 넬슨의 장편 영화 감독 데뷔작이며, 넬슨이 각본도 담당하였다. 우피 골드버그, 레이 리오타 등이 출연하였고, 폴라 메이저 등이 제작에 참여하였다. 이 영화는 돈 어미치의 마지막 영화 출연작이며, 어미치는 촬영이 끝난 직후 사망하였다.

## 줄거리
1959년 로스앤젤레스. 백인 징글 작곡가 매니는 딸 몰리를 돌봐줄 유모를 구하며 흑인 코리나를 비롯하여 여러 지원자와 면접 자리를 갖게 된다. 아내가 사망한 후로 말을 하지 않던 몰리가 코리나와는 소통을 하려는 모습을 보이자 매니는 코리나를 택한다. 흑백 결합이 터부시되던 시대이지만 시간이 흐르며 코리나와 매니는 점점 가까워진다.

## 출연
- 우피 골드버그 - 코리나 워싱턴 역
- 레이 리오타 - 매니 싱어 역
- 티나 메이저리노 - 몰리 싱어 역
- 조앤 큐색 - 존지 역
- 웬디 크루슨 - 제니 데이비스 역
- 제니퍼 루이스 - 저비나 워싱턴 역
- 돈 어미치 - 해리 싱어 역
- 래리 밀러 - 시드 역
- 브렌트 스파이너 - 브렌트 위더스푼 역
- 에리카 욘 - 이바 싱어 역
- 퍼트리카 다보 - 윌마 역
- 루시 웹 - 셜 역

## 기타 제작진
- 라인 제작: 에릭 매클라우드
- 미술: 지닌 클로디아 오퍼월
- 의상: 프랜신 제이미슨탠척
- 주제가 작곡: 토머스 뉴먼

## 우리말 녹음
SBS 성우진 (1997년 5월 24일)
- 성선녀 - 코리나(우피 골드버그)
- 홍승섭 - 매니(레이 리오타)
- 한수경 - 몰리(티나 메이저리노)
- 김은영 - 할머니(에리카 욘)
- 김태훈 - 할아버지(돈 어미치)
- 홍승옥 - 저비나(제니퍼 루이스)
- 권혁수 - 시드(래리 밀러)
- 임은정 - 제니(웬디 크루슨)
- 박소현 - 셜(루시 웹)
- 이진화 - 퍼시(커티스 윌리엄스)
- 신상숙 - 메이비스(애슐리 테일러 월스)
- 임란 - 리지(브리아나 오돔)
- 이병식 - 앤서니(스티븐 윌리엄스)
- 김소형 - 프랭크(해럴드 실베스터)